# Wiszowa Kępa
Wiszowa Kępa [vʲi'ʃɔva 'kɛmpa] (deutsch Schilf-Insel) ist eine Insel im Rückseitendelta der Swine in Polen. Sie liegt zwischen Jezioro Wicko Wielkie (Großem Vietziger See) und Alter Swine (Stara Świna). Von der nordwestlich liegenden Nachbarinsel Wołcza Kępa (Wulwenkämpe) ist sie durch den Wasserlauf Stara Głębia (Alte Deep) getrennt. Nördlich liegen die Trzcinice-Inseln (Rohrhalter-Inseln). Südlich liegt die Wielki Krzek (Große Kricks) mit der ihr vorgelagerten Mały Krzek (Kleine Kricks), westlich die Insel Lądko (Deepholm). 
Die Insel ist unbewohnt und steht wegen ihrer vielen Tierarten besonderen Schutz bietenden Natur, insbesondere Vogelbrutgebiete, unter Naturschutz.